# Korten, Sliven
Korten (în bulgară Кортен) este un sat în comuna Nova Zagora, regiunea Sliven,  Bulgaria. 

## Demografie
Componența etnică a satului Korten
     Romi (2,12%)
     Turci (7,43%)
     Bulgari (80,82%)
     Nicio identificare (9,38%)
     Altele (0,23%)
La recensământul din 2011, populația satului Korten era de 1.695 locuitori. Din punct de vedere etnic, majoritatea locuitorilor (80,82%) erau bulgari, existând și minorități de turci (7,43%) și romi (2,12%). Pentru 9,38% din locuitori nu este cunoscută apartenența etnică.